# Consenting Adults
Consenting Adults (titulada: Juegos de adultos en Argentina y Dobles parejas en España) es una película estadounidense de drama, crimen y misterio de 1992, dirigida por Alan J. Pakula, escrita por Matthew Chapman y los protagonistas son Kevin Kline, Mary Elizabeth Mastrantonio y Kevin Spacey, entre otros. El filme fue producido por Hollywood Pictures, Touchwood Pacific Partners 1 y Permut Presentations; se estrenó el 16 de octubre de 1992.

## Sinopsis
Mientras transcurre la cena en el restaurante, los vecinos bromean sobre intercambiar sus parejas por una noche, pero termina haciéndose realidad.